# 巴氏南脂鱸
巴氏南脂鱸為輻鰭魚綱鱸形目鱸亞目真鱸科的一種，為溫帶淡水魚，分布於澳洲西南部雙人灣至黑木河流域，為特有種，體長可達9公分，棲息在溪流、湖泊及沼澤底層水域，水質偏酸，以昆蟲、橈腳類等為食，生活習性不明，可做為觀賞魚。